# وليم ديتريش
وليم ديتريش (بالإنجليزية: William Dietrich)‏ (29 سبتمبر 1951، تاكوما في الولايات المتحدة)؛ صحفي وروائي أمريكي.